# Ankerpfahl

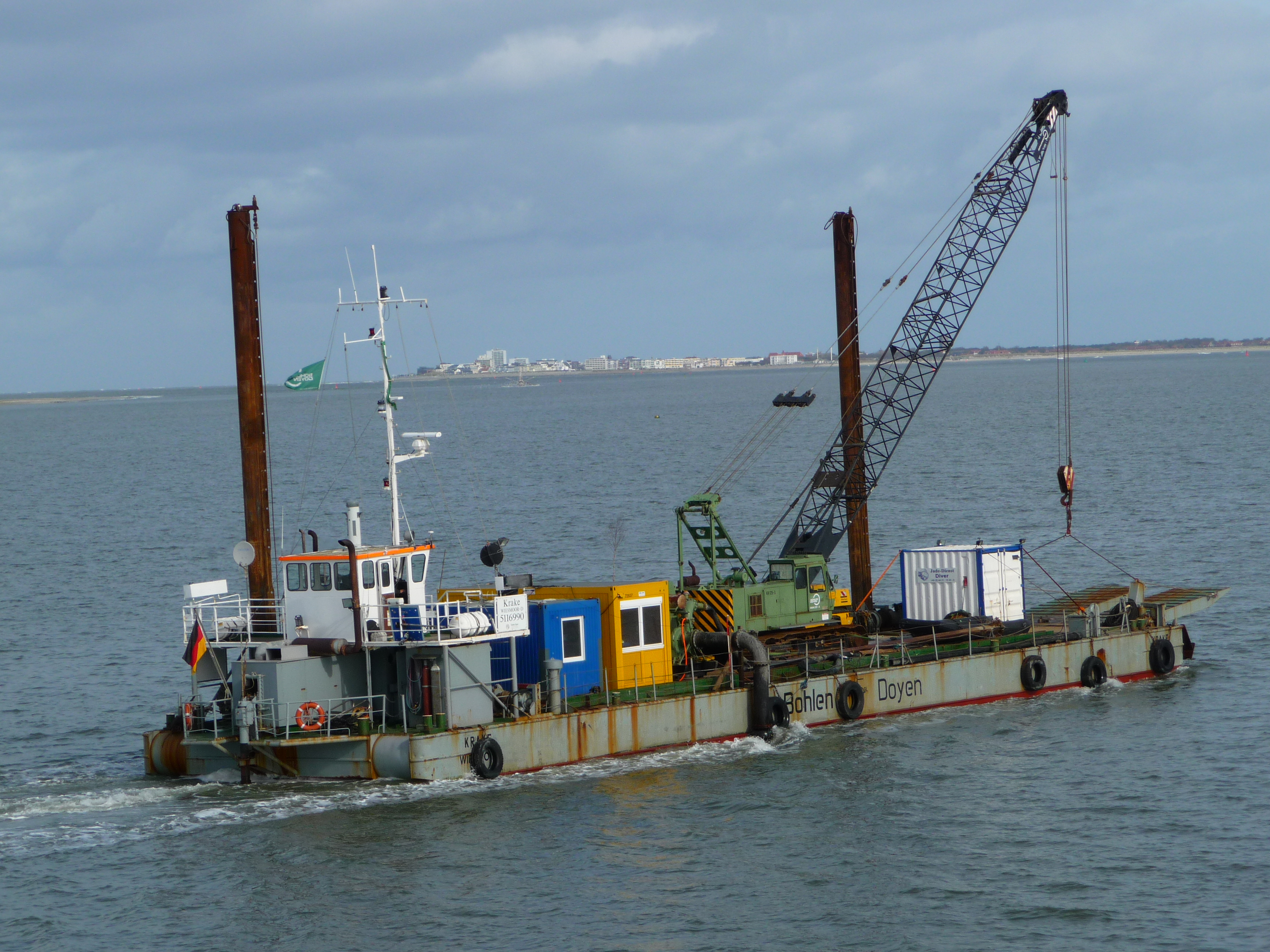
Arbeitsschiff Krake mit zwei Ankerpfählen

Der Ankerpfahl ist eine Einrichtung, mit der ein Wasserfahrzeug auf dem Gewässergrund fixiert wird, um nicht durch Wind, Strömung oder andere Einflüsse abgetrieben zu werden. Im Gegensatz zum herkömmlichen Ankern entfällt beim Ankerpfahl das Schwojen, der Einsatz ist jedoch durch die Wassertiefe begrenzt.
Ankerpfähle, oder so genannte Stelzen, kommen insbesondere bei Arbeitsschiffen in der Binnenschifffahrt zum Einsatz. Sie werden nicht nur zusätzlich zu Ankern oder zum Festmachen benutzt, sondern in vielen Fällen auch als alleinige Positionierung des Schiffes.
Beim Einsatz von schwerem Gerät auf Arbeitsschiffen wirken zwangsläufig enorme Kräfte auf den Gewässergrund. Darüber besteht die Gefahr, Dichtungen, Kabel oder Düker zu beschädigen. Aus diesem Grund ist der Einsatz von Ankerpfählen in einigen Gewässern gesetzlich geregelt worden, z. B. in der Rheinschifffahrtspolizeiverordnung.